# FIFA Ballon d'or 2015
Navigation
Édition précédente Édition suivante
Le FIFA Ballon d'or 2015 est la 60e édition du Ballon d'or. Il récompense le meilleur footballeur de l'année 2015. Il est décerné le lundi 11 janvier 2016, au Palais des Congrès de Zurich, et voit la victoire de Lionel Messi pour la cinquième fois de sa carrière après ses succès en 2009, 2010, 2011 et 2012.

## Football masculin

### Finalistes
Les trois finalistes sont connus le 30 novembre 2015. Il s'agit de Lionel Messi, Cristiano Ronaldo et Neymar. 
Lionel Messi est le grand favori pour récupérer son titre ayant réalisé une année exceptionnelle couronnée d'un quintuplé en club avec des victoires en Liga, Coupe du Roi, Ligue des Champions, Supercoupe de l'UEFA et en Coupe du monde des clubs. Il arrive jusqu'en finale de Copa América face au Chili et réalise de très grandes performances notamment contre le Bayern Munich de Manuel Neuer en demi-finale aller de la Ligue des Champions. Cristiano Ronaldo réalise, encore une fois une saison exceptionnelle individuellement mais ne gagne aucun titre avec son club. Neymar, qui apparaît pour la première fois sur le podium à 23 ans, est l'outsider du trio de tête, bien qu'il ait réalisé, lui aussi, une saison impressionnante avec un quintuplé en club et des buts décisifs en quarts de finale, demi-finale et finale de Ligue des Champions. Le trio de tête du Ballon d'or sont aussi les co-meilleurs buteurs de la dernière édition de la Ligue des Champions, tous les trois auteurs de 10 buts.

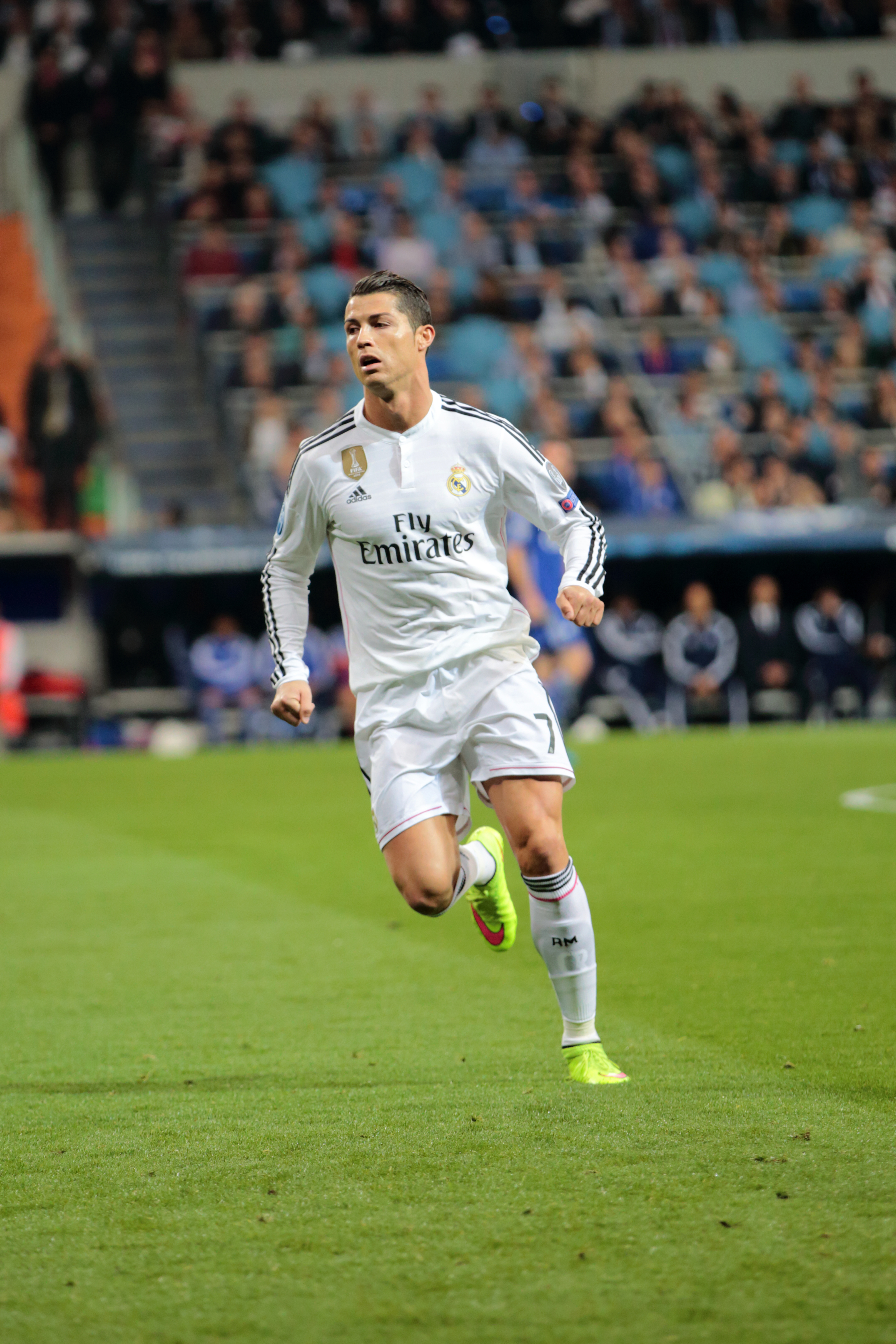
Cristiano Ronaldo finit deuxième du classement pour la cinquième fois de sa carrière

Le vainqueur final est Lionel Messi qui l'emporte d'une avance confortable avec 41,33 % des votes contre 27,76 % en faveur de son rival portugais et double tenant du titre du trophée. Le trophée lui est remis par le Ballon d'or 2007 Kaká.

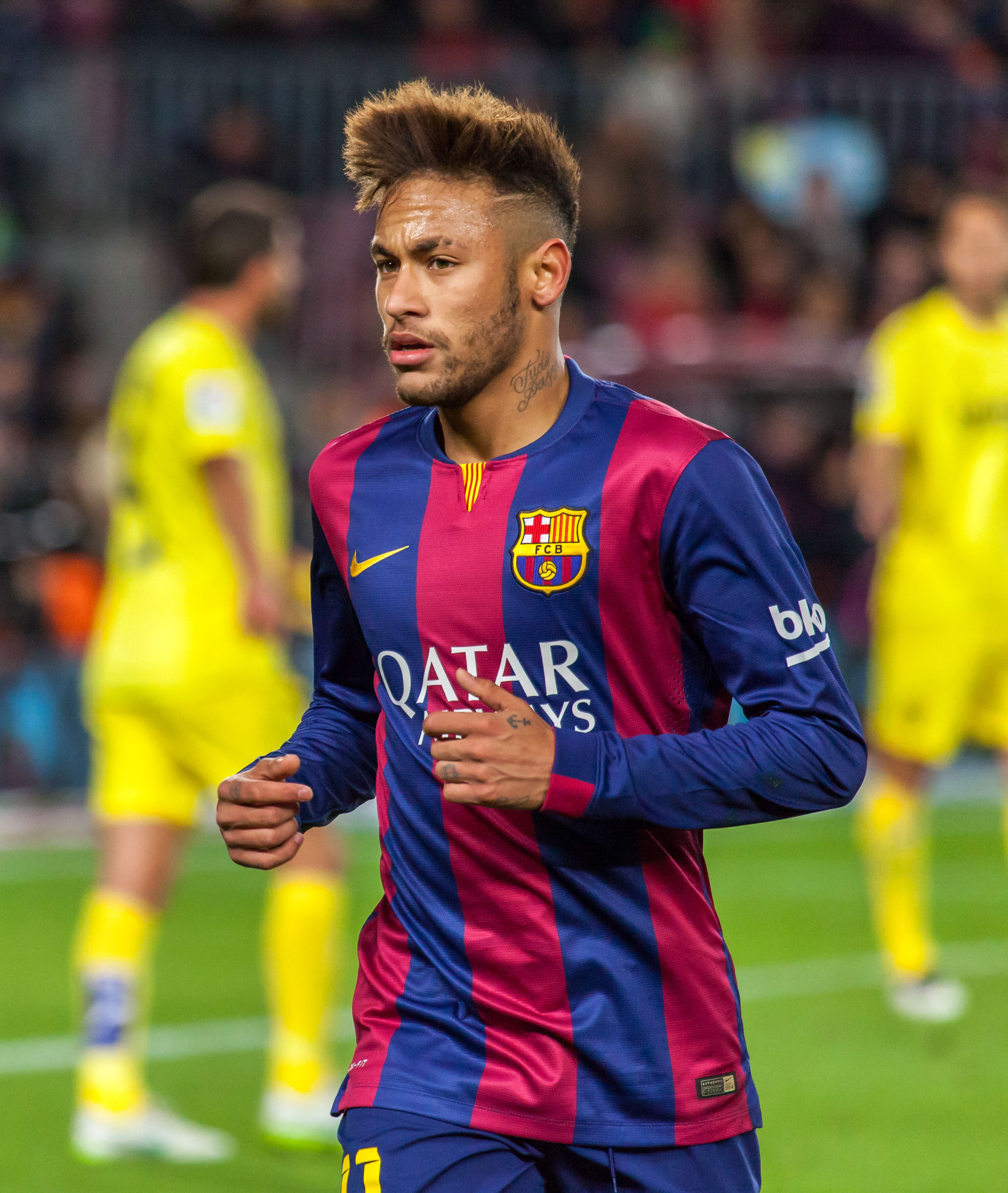
Première apparition sur le podium pour le brésilien Neymar

|   | Joueur            | Club         | Équipe nationale | Points | %     |
| - | ----------------- | ------------ | ---------------- | ------ | ----- |
| 1 | Lionel Messi      | FC Barcelone | Argentine        | 1840   | 41,33 |
| 2 | Cristiano Ronaldo | Real Madrid  | Portugal         | 1262   | 27,76 |
| 3 | Neymar            | FC Barcelone | Brésil           | 336    | 7,86  |

### Nommés
Les 23 nommés sont connus le 20 octobre 2015.
|    | Joueur             | Club                           | Équipe nationale | Points | %    |
| -- | ------------------ | ------------------------------ | ---------------- | ------ | ---- |
| 4  | Robert Lewandowski | Bayern Munich                  | Pologne          | 188    | 4,17 |
| 5  | Luis Suárez        | FC Barcelone                   | Uruguay          | 166    | 3,38 |
| 6  | Thomas Müller      | Bayern Munich                  | Allemagne        | 97     | 2,21 |
| 7  | Manuel Neuer       | Bayern Munich                  | Allemagne        | 86     | 1,97 |
| 8  | Eden Hazard        | Chelsea                        | Belgique         | 62     | 1,33 |
| 9  | Andrés Iniesta     | FC Barcelone                   | Espagne          | 55     | 1,24 |
| 10 | Alexis Sánchez     | Arsenal                        | Chili            | 51     | 1,18 |
| 11 | Zlatan Ibrahimović | Paris Saint-Germain            | Suède            | 47     | 1,13 |
| 12 | Yaya Touré         | Manchester City                | Côte d'Ivoire    | 38     | 0,89 |
| 13 | Sergio Agüero      | Manchester City                | Argentine        | 37     | 0,86 |
| 14 | Javier Mascherano  | FC Barcelone                   | Argentine        | 35     | 0,79 |
| 15 | Paul Pogba         | Juventus                       | France           | 32     | 0,72 |
| 16 | Gareth Bale        | Real Madrid                    | Pays de Galles   | 29     | 0,65 |
| 17 | Arturo Vidal       | Juventus Bayern Munich         | Chili            | 26     | 0,58 |
| 18 | Kevin De Bruyne    | VfL Wolfsbourg Manchester City | Belgique         | 21     | 0,47 |
| 19 | James Rodríguez    | Real Madrid                    | Colombie         | 20     | 0,45 |
| 20 | Karim Benzema      | Real Madrid                    | France           | 18     | 0,40 |
| 21 | Toni Kroos         | Real Madrid                    | Allemagne        | 13     | 0,29 |
| 21 | Arjen Robben       | Bayern Munich                  | Pays-Bas         | 13     | 0,29 |
| 23 | Ivan Rakitić       | FC Barcelone                   | Croatie          | 2      | 0,05 |

## Présentateurs
La cérémonie de remise des prix est présentée par la journaliste Kate Abdo et l'acteur James Nesbitt.